# Manabu Umezawa
Manabu Umezawa (jap. 梅澤 学, Umezawa Manabu; * 29. August 1972 in der Präfektur Tokio) ist ein ehemaliger japanischer Fußballspieler.

## Karriere
Umezawa erlernte das Fußballspielen in der Schulmannschaft der Kobe Koryo Gakuen High School. Seinen ersten Vertrag unterschrieb er bei All Nippon Airways. Der Verein spielte in der höchsten Liga des Landes, der Japan Soccer League. Mit Gründung der Profiliga J.League 1992 und der damit verbundenen Neuorganisation des japanischen Fußballs wurde All Nippon Airways zu den Yokohama Flügels. 1993 gewann er mit dem Verein den Kaiserpokal. Ende 1993 beendete er seine Karriere als Fußballspieler.

## Erfolge
Yokohama Flügels
- Kaiserpokal

Sieger: 1993